# Аксуат (Курчумський район)
Аксуа́т (каз. Ақсуат) — село у складі Курчумського району Східноказахстанської області Казахстану. Адміністративний центр Баликшинського сільського округу.
Населення — 290 осіб (2021; 519 у 2009, 508 у 1999, 449 у 1989).
Національний склад станом на 1989 рік:
- казахи — 100 %